# Robert Meyer (Mediziner)

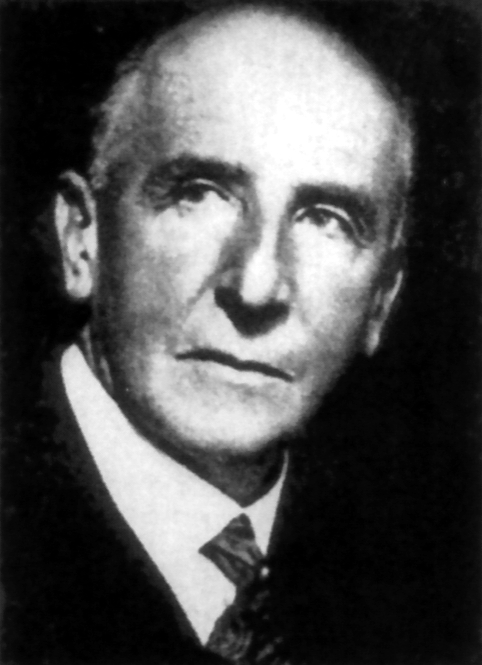
Robert Meyer

Robert Meyer (* 11. Januar 1864 in Hannover; † 12. Dezember 1947 in Minneapolis) war ein deutscher Gynäkologe, Pathologe und Hochschullehrer, der aufgrund der Judenverfolgung zur Zeit des Nationalsozialismus in die USA emigrierte.

## Leben und Wirken
Robert Meyer wurde in Hannover als drittes von fünf Kindern einer bürgerlichen Familie geboren. Sein Vater starb, als er 14 Jahre alt war. Sein Abitur absolvierte er 1883 am Lyceum II in Hannover. Mit seinem älteren Bruder ging er danach nach Leipzig, wo er sein Medizinstudium begann. Seine Lehrer waren hier Wilhelm His (Anatomie, Histologie, Embryologie), der Physiologe Carl Ludwig und der Chirurg Carl Thiersch. Nach dem Tode seines Bruders, verließ Meyer im Sommer 1884 die Universität Leipzig, um sein Studium an der Universität Heidelberg fortzusetzen. Hier hörte er vergleichende Anatomie bei Carl Gegenbaur und Physik bei Robert Wilhelm Bunsen. Nach der Verlobung mit seiner Cousine, die er sechs Jahre später heiratete, wechselte Robert Meyer bereits im Oktober 1884 an die Universität Straßburg. Hier lernte er den Anatomen Gustav Schwalbe, den Physiker August Kundt, den Internisten Adolf Kußmaul und den Pathologen Friedrich Daniel von Recklinghausen kennen. Bei von Recklinghausen erlernte Meyer die Grundlagen der Pathologie. Er wurde jedoch selbst nicht Pathologe, sondern später, beeinflusst von Wilhelm Alexander Freund, Gynäkologe. Nach seinem Examen am 29. Dezember 1888 und der Erteilung der Approbation am 4. Januar 1889 wurde er am 16. März 1889 wurde er mit einer Dissertation Ein Fall von statischem Reflexkrampf promoviert. Anschließend wollte Robert Meyer zunächst Praktischer Arzt werden. Er ging nach Berlin, um sich dort weiterzubilden. Am Krankenhaus am Friedrichshain arbeitete er als Volontär bei Paul Fürbringer und lernte im Krankenhaus Moabit Robert Koch kennen.
Auf Wunsch seiner Mutter verließ Robert Meyer 1890 jedoch Berlin und übernahm eine Landarztpraxis in Dedeleben in der damaligen Provinz Sachsen (heute Landkreis Harz in Sachsen-Anhalt). Hier war er auch chirurgisch und als Geburtshelfer tätig. Im Alter von 30 Jahren verließ er 1894 mit seiner Familie den Ort wieder, um erneut in Berlin zu arbeiten.
Hier begann er erneut als Volontär an der Klinik von Johann Veit. Dieser übertrug ihm das pathologische Labor der Klinik. Bei dieser Tätigkeit arbeitete er auch mit Carl Ruge und Otto Lubarsch zusammen. 1908 wurde Meyer von Ernst Bumm die Leitung des pathologischen Labors der Charité-Frauenklinik übertragen. Damit verbunden war die Ernennung zum Titular-Professor, die ohne Habilitation Meyers erfolgte. Die Funktion als Pathologe behielt er auch unter Bumms Nachfolger Karl Franz inne, bevor er diesem 1912 an die Universitätsfrauenklinik in der Artilleriestraße folgte und dort zum Nachfolger von Carl Ruge ernannt wurde. Dabei stellte er Ruge ein Zimmer für private Untersuchungen zur Verfügung.
Von 1914 bis 1918 leistete Robert Meyer im Ersten Weltkrieg Militärdienst in Brüssel, um anschließend wieder nach Berlin zurückzukehren. Auch unter Walter Stoeckel, der Bumm 1926 in der Leitung der Universitätsfrauenklinik nachfolgte, war Meyer weiter als Gynäkopathologe tätig. Am 23. Februar 1932 wurde er zum Honorar-Professor ernannt.
In der Zeit des Nationalsozialismus musste Robert Meyer im August 1934 den Diensteid der öffentlichen Beamten leisten. Sein Einsatz im Ersten Weltkrieg und Bemühungen von Walter Stoeckel verhinderten die sofortige Entlassung. 1935 wurde ihm offiziell seine Stellung gekündigt. Er durfte jedoch noch weiter unentgeltlich an der Klinik arbeiten. Am 22. Februar 1936 wurde Meyer wegen seiner jüdischen Abstammung die Lehrbefugnis entzogen und der Titel Honorar-Professor aberkannt.
Schließlich war es Walter Stoeckel nicht mehr möglich, Meyers Entlassung aus dem klinischen Dienst zu verhindern. Mit Schreiben vom 1. Dezember 1938 wurde selbst die unentgeltliche Tätigkeit vom zuständigen Ministerium untersagt.
Aber ein anderer Umstand kam Meyer zu Hilfe: Sein Schüler, der Pathologe Carl Fahrig (1882–1942), ab 1934 Prosektor am Oskar-Ziethen-Krankenhaus, übernahm offiziell 1938 Meyers Privatpraxis und unterstützte diesen in seiner Notlage, indem er die private Histologie von Meyers ehemaligen Patienten im Labor des Oskar-Ziethen-Krankenhauses einbetten und färben ließ und Meyer inoffiziell die Beurteilung der Präparate in seinem Privathaus (Witzleben-Platz in Charlottenburg) überließ. Wie aus einem Brief Meyers vor seiner Abreise aus Deutschland hervorgeht, muss ihm noch ein weiterer Kollege namens Treite geholfen haben.
Wissenschaftlich hatte Robert Meyer auch eng mit Carl Kaufmann zusammengearbeitet, dessen Tätigkeit in der Zeit des Zweiten Weltkrieges „ruhte“, da er dem damaligen Regime wegen seiner kompromisslosen Haltung zu Meyer als nicht ausreichend zuverlässig galt.
Meyer hatte Ende Mai 1939 auf Betreiben von John L. McKelvey, dem Leiter der Frauenklinik der University of Minnesota in Minneapolis, eine Stelle als Clinical Associate Professor für Frauenheilkunde und Geburtshilfe an der dortigen Universität angeboten bekommen. Er emigrierte am 1. September 1939 in die USA. Dabei musste der ursprüngliche Plan eines Fluges von Berlin in die Niederlande wegen des deutschen Überfalls auf Polen aufgegeben werden. Der 75-jährige Meyer und seine Frau reisten daher mit dem Zug und Schiff in die USA, wo sie am 21. September 1939 in Minneapolis ankamen. Am 14. Dezember 1945 erhielt er die amerikanische Staatsbürgerschaft.
Von 1939 bis 1947 war Meyer als Forscher am Department of Obstetrics and Gynecology aktiv und arbeitete als Gynäkopathologe für das Minnesota State Board of Health. Im Juni 1947 verließ er die Universität und starb Ende des Jahres im Alter von 83 Jahren an Magenkrebs.

## Wissenschaftliche Leistungen
Mit Carl Ruge veröffentlichte Robert Meyer wegweisende Arbeiten über die Bildung des Gelbkörpers und den Menstruationszyklus, sowie die Krebsfrühdiagnostik. Beide gelten als Begründer der Gynäkopathologie.
1903 beschrieb er die Narbenendometriose und 1909 die Endometriose im Colon sigmoideum, einem Dickdarmabschnitt, und in Lymphknoten. 1919 entwickelte er die Metaplasietheorie der Entstehung der Erkrankung.
Außerdem publizierte Meyer über die Systematik der Eierstocktumore und die Entstehung und Klassifikation der Granulosazelltumore, sowie die embryonale Entwicklung der weiblichen Genitalien.

## Schriften (Auswahl)
- Ein Fall von statischem Reflexkrampf. Dissertation, Universität Straßburg 1889
- Über den Stand der Frage der Adenomyositis und Adenome im allgemeinen und insbesondere über Adenomyositis seroepithelialis und Adenomyometritis sarcomatosa. Zbl Gynäkol 43 (1919), 745-50
- Über epitheliale Gebilde im Myometrium des fötalen und kindlichen Uterus. Berlin, 1899
- Zur Anatomie und Entwicklungsgeschichte der Ureterverdoppelung. Virchows Archiv für pathologische Anatomie und Physiologie und für klinische Medizin 87 (1907), 408
- mit Frans Moraller, E. Hoehl: Atlas der normalen Histologie der weiblichen Geschlechtsorgane. Leipzig, 1912
- Über verschiedene Erscheinungsformen der als Typus Brenner bekannten Eierstockgeschwulst, ihre Absonderung von den Granulosazelltumoren und Zuordnung unter andere Ovarialgeschwülste. Arch Gynäkol 148 (1932), 548
- mit Emil Novak: Autobiography of Dr. Robert Meyer (1864–1947): a short abstract of a long life. With a memoir of Dr. Meyer by Emil Novak. Henry Schuman, 1949.
  - Zuerst erschienen als:
    - Robert E. Meyer: A Short Abstract of a Long Life. In: Journal of the History of Medicine and Allied Sciences. Band 2, Nr. 4, 1947, S. 419–450, doi:10.1093/jhmas/ii.4.419.
    - Robert E. Meyer: A Short Abstract of a Long Life. In: Journal of the History of Medicine and Allied Sciences. Band 3, Nr. 1, 1948, S. 125–160, doi:10.1093/jhmas/iii.1.125.
    - Robert E. Meyer: A Short Abstract of a Long Life. In: Journal of the History of Medicine and Allied Sciences. Band 3, Nr. 2, 1948, S. 315–354, doi:10.1093/jhmas/iii.2.315.